# Odontestra
Odontestra is een geslacht van vlinders van de familie Uilen (Noctuidae), uit de onderfamilie Hadeninae.

## Soorten
- O. albivitta Hampson, 1905
- O. altitudinis Laporte, 1973
- O. atuntseana Draudt, 1950
- O. avitta Fawcett, 1918
- O. balachowskyi Laporte, 1974
- O. conformis Hampson, 1918
- O. ferox Berio, 1973
- O. goniosema Hampson, 1913
- O. malgassica Viette, 1969
- O. pseudosubgothica Berio, 1964
- O. richinii Berio, 1940
- O. roseomarginata Draudt, 1950
- O. unguiculata Berio, 1964
- O. variegata Berio, 1940
- O. vitta Berio, 1975
- O. vittigera (Hampson, 1902)